# Sisyrinchium graminifolium
Sisyrinchium graminifolium là một loài thực vật có hoa trong họ Diên vĩ. Loài này được Lindl. miêu tả khoa học đầu tiên năm 1827.